# 拉法耶·蘭帝瓦
拉法耶·蘭帝瓦（西班牙語：Rafael Landívar；1731年10月27日—1793年9月27日），瓜地馬拉西班牙帝国时期诗人、耶稣会士，早年在神学院学习，毕业后成为耶稣会士，西班牙当局决定驱逐耶稣会後流亡意大利博洛尼亚直至逝世，代表作有长诗《墨西哥乡村》等。

## 生平
拉法耶·蘭帝瓦於1731年10月27日出生於西班牙帝国危地马拉都督府安地瓜，是西班牙征服者貝爾納爾·迪亞斯·德爾卡斯蒂略的後裔，因此其父母在当地也具有较高社会地位。他的住家邻近耶稣会教堂，因此，他从小受到天主教的熏陶，天资聪颖，11歲起便在家乡的聖博爾哈學院学习:224-225，1744年，他進入聖卡洛斯皇家宗座大學（今瓜地馬拉聖卡洛斯大學）深造，1746年2月，不到15歲的蘭帝瓦獲得了哲學學士學位，並於1747年5月獲得了哲學碩士學位。
在父亲於1749年逝世後，蘭帝瓦移居墨西哥，正式加入耶穌會，在墨西哥的一所耶穌會學校教授修辭學，並於1755年晋铎。1761年，回到瓜地馬拉後，他擔任母校聖博爾哈學院的校長:19-21，但耶稣会在神学、哲学及政治思想上保持传统天主教會理念、反对暴政的立场得罪了西班牙帝国当局，对此，卡洛斯三世於1767年下令将耶稣会从西属美洲驱逐，蘭帝瓦本人也被迫流亡至意大利博洛尼亚，继续从事耶稣会教育工作，直到1793年9月27日在博洛尼亚逝世，葬于当地的圣玛利亚教堂:225。1950年，在意大利、瓜地馬拉双边人士的支持下，蘭帝瓦的遗骸从意大利移葬回到瓜地馬拉:17，现代瓜地馬拉也有一所大学以他的名字命名，以向他致敬。

## 文學作品
18世纪的西属美洲文坛受到宗主国西班牙的深刻影响，但欧洲的启蒙运动、人文主义思想也在同时传入西属美洲，在地的民族文学开始兴起，在此期间，描写美洲本土题材的诗歌作品也取得了一定成就，拉法耶·蘭帝瓦的长诗《墨西哥乡村》（Rusticatio mexicana）也是在地民族文学的代表作之一，原诗分10章，计2,425行，以拉丁文六音步诗句著成，该作品於1782年在意大利再版後增至15卷5,274行。其詩句具有史詩特点，並以描繪墨西哥、瓜地馬拉一带的湖泊、火山和野生動物，以及當地人民的生計和娛樂活動见长。但也帶有強烈的個人情感，具有輓歌和田園詩的風格，反映了他被迫流亡外国的悲愴以及他對家鄉瓜地馬拉的懷念之情。学者乔治·戴尔（George I. Dale）亦指出《墨西哥乡村》的灵感来自維吉爾的《農事詩》等著作，並认为其是十八世紀拉丁文詩作中最傑出的典範。另一位研究西班牙语文学的学者克森（Arnold L. Kerson）则认为其作品具有現實主義或百科全書派特点，其诗歌内對海狸群體勞動分工、強烈集體精神的描写，亦具有乌托邦的色彩:18-21。
不过，在19世纪的瓜地馬拉，《墨西哥乡村》的版本却相当稀少，甚至幾乎被遺忘，1893年，瓜地馬拉外交部长拉蒙·萨拉萨派遣该国驻威尼斯领事前往博洛尼亚，试图了解蘭帝瓦的事迹，取得了《墨西哥乡村》的版本，将其翻译成西班牙文，最终於1897年在中美洲博览会上展出，逐渐为瓜地馬拉文學界重新认识:226。